# Borsec (apă minerală)
Borsec este o marcă de apă minerală îmbuteliată  creată de către colonelul austriac Valentin Gunther și vărul său geolog Anton Zimmethausen în 1806. În momentul de față este unul dintre cele mai puternice branduri din România.

## Istoric
Izvoarele din orașul Borsec erau cunoscute încă din Evul Mediu, iar beneficiile vindecătoare ale acestei ape erau atât de faimoase încât și unele personaje istorice precum Sigismund Bathory care, după cum scrie Bethlen Farkas în Historia de rebus Transylvanicis, făcea baie în ea, la curtea sa din Alba Iulia. Secuii vindeau apa din Borsec în mai multe părți ale continentului. În 1777, Heinrich Johann Kranz a analizat apele minerale din Borsec și a afirmat că sunt de o calitate excelentă. Această considerație a pus medicii vremii în mișcare și a inițiat promovarea apei și validarea efectului său medicinal. Inițial, au apărut investiții săsești și armene, iar în a doua treime a secolului al XIX-lea, în localitate s-au deschis primele terme publice. 
În această lucrare investesc geologul vienez Anton Zimmethausen și vărul său Valentin Gunther, care închiriază izvoarele din zona Ditró-Szárhegy, și încep exploatația apei. Zimmethausen încheie acorduri comerciale cu companii rusești, moldovenești, italiene, grecești și turcești, cărora le furnizează inițial apă în vase de teracotă, iar apoi în 1806 înființează o fabrică pentru a produce flacoane de sticlă, la care se prezintă experți din Austria, Boemia, Bavaria si Polonia, iar până în 1916 acoperă cantitatea de sticle necesare. Din cauza cheltuielilor, Gunther se retrage, iar Zimmethausen aduce doi noi asociați din Mediaș. În 1816 contele Lázár Ludovic încearcă să îl înlăture pe principalul acționar cu ajutorul sătenilor din localitățile Ditrău și Lăzarea. Zimmethausen moare în 1838, sărăcit după toate evenimentele prin care a trecut. Urmașii săi s-au judecat mult timp pentru a putea obține izvoarele înapoi, dar în 1854 pierd lupta legală.
De la moartea lui Zimmethausen până la declanșarea Primului Război Mondial, exploatarea izvoarelor de la Borsec a trecut prin mai multe mâini. În 1873 apa minerală Borsec primește titlul „Regina apelor minerale“ la Expoziția Mondială de la Viena, premiu acordat de către Franz Joseph al Austriei. Apoi primește „Diploma de Onoare“ la Expoziția de la Trieste în 1876 și la Expoziția Universală de la Paris din 1878. În 1903 proprietarul izvoarelor devine Fekete Mor, și după ce Ardealul devine teritoriu românesc cu Tratatul de la Trianon, Maurițiu Tischler continuă exploatarea. După cel de-Al Doilea Război Mondial comuniștii naționalizează apele Borsec, și din 1952 Apemin modernizează și mărește producția, astfel încât apa Borsec devine extrem de cunoscută în toată țara. În perioada post-decembristă compania Romaqua Group cumpără brandul.